# Алекс Гальченюк
Александр Гальченюк (англ. Alexander Galchenyuk, 12 лютого 1994, Мілвокі, Вісконсин, США) — американський хокеїст, лівий нападник. Гравець команди НХЛ «Колорадо Аваланч». Обраний «Монреаль Канадієнс» на драфті новачків НХЛ 2012-го року під загальним 3-ім номером.
Чемпіон світу серед молодіжних команд 2013-го року та бронзовий призер дорослого чемпіонату світу того ж року.
Алекс є сином Олександра Гальченюка — старшого, колишнього радянського та білоруського професійного хокеїста, а нині тренера.

## Молодіжний рівень
У 2010 році Алекса було обрано під загальним перший номером на драфті ОХЛ командою «Сарнія Стінг», де його батько на той час був помічником тренера. За підсумками свого дебютного року в лізі, Гальченюк потрапив до символічного першого складу новачків сезону.
16 вересня 2011-го під час виставкого матчу проти «Віндзор Спітфайрс», Алекс отримав важку травму коліна, яка потребувала хірургічного втручання, а сам гравець мусив пропустити майже весь сезон. Повернутися у гру він зумів лише в середині березня, за 6 місяців після отримання травми, коли «регулярка» вже добігала кінця.
Влітку 2012-го року нападника було обрано на драфті новачків НХЛ. Однак через локаут в лізі, сезон 2012-13 років гравець розпочав у «Сарнії», проте, як тільки сезон в НХЛ було розпочато, Гальченюк завершив свої виступи на молодіжному рівні.

## Міжнародні змагання
До лав американської збірної, Алекса запрошували двічі, і обидва рази у 2013 році. Спочатку він зіграв на молодіжному чемпіонаті світу, що проходив в Росії і де американці здобули перемогу.
А вже в травні, після вильоту «Канадієнс» з розіграшу кубка Стенлі, Гальченюк приєднався до дорослої збірної Сполучених Штатів. Алекс встиг зіграти лише чотири поєдинки на турнірі, однак закинув переможну шайбу в 1/4 фіналу у ворота росіян та реалізував вирішальний буліт у поєдинку за третє місце проти фінів.

## НХЛ
У свій перший, скорочений через локаут сезон, Гальченюк не пропустив жодного поєдинку, зігравши 48 матчів в регулярному чемпіонаті та ще 5 в плей-оф.

## Статистика
| Сезон        | Клуб               | Ліга         | Регулярний сезон | Регулярний сезон | Регулярний сезон | Регулярний сезон | Регулярний сезон | Плей-оф | Плей-оф | Плей-оф | Плей-оф | Плей-оф |
| Сезон        | Клуб               | Ліга         | І                | Г                | П                | О                | ШХ               | І       | Г       | П       | О       | ШХ      |
| ------------ | ------------------ | ------------ | ---------------- | ---------------- | ---------------- | ---------------- | ---------------- | ------- | ------- | ------- | ------- | ------- |
| 2010–11      | Сарнія Стінг\|     | ОХЛ          | 68               | 31               | 52               | 83               | 52               | —       | —       | —       | —       | —       |
| 2011–12      | Сарнія Стінг       | ОХЛ          | 2                | 0                | 0                | 0                | 0                | 6       | 2       | 2       | 4       | 4       |
| 2012–13      | Сарнія Стінг       | ОХЛ          | 33               | 27               | 34               | 61               | 22               | —       | —       | —       | —       | —       |
| 2012–13      | Монреаль Канадієнс | НХЛ          | 48               | 9                | 18               | 27               | 20               | 5       | 1       | 2       | 3       | 0       |
| 2013–14      | Монреаль Канадієнс | НХЛ          | 65               | 13               | 18               | 31               | 26               | 5       | 2       | 1       | 3       | 2       |
| 2014–15      | Монреаль Канадієнс | НХЛ          | 80               | 20               | 26               | 46               | 39               | 12      | 1       | 3       | 4       | 10      |
| 2015–16      | Монреаль Канадієнс | НХЛ          | 82               | 30               | 26               | 56               | 20               | —       | —       | —       | —       | —       |
| 2016–17      | Монреаль Канадієнс | НХЛ          | 61               | 17               | 27               | 44               | 24               | 6       | 0       | 3       | 3       | 4       |
| 2017–18      | Монреаль Канадієнс | НХЛ          | 82               | 19               | 32               | 51               | 22               | —       | —       | —       | —       | —       |
| 2018–19      | Аризона Койотс     | НХЛ          | 72               | 19               | 22               | 41               | 34               | —       | —       | —       | —       | —       |
| 2019–20      | Піттсбург Пінгвінс | НХЛ          | 45               | 5                | 12               | 17               | 10               | —       | —       | —       | —       | —       |
| 2019–20      | Міннесота Вайлд    | НХЛ          | 14               | 3                | 4                | 7                | 6                | 4       | 0       | 0       | 0       | 4       |
| 2020–21      | Оттава Сенаторс    | НХЛ          | 8                | 1                | 0                | 1                | 6                | —       | —       | —       | —       | —       |
| 2020–21      | Торонто Мерліс     | АХЛ          | 6                | 2                | 6                | 8                | 2                | —       | —       | —       | —       | —       |
| 2020–21      | Торонто Мейпл Ліфс | НХЛ          | 26               | 4                | 8                | 12               | 14               | 6       | 1       | 3       | 4       | 4       |
| 2021–22      | Arizona Coyotes    | НХЛ          | 60               | 6                | 15               | 21               | 32               | —       | —       | —       | —       | —       |
| Всього в НХЛ | Всього в НХЛ       | Всього в НХЛ | 643              | 146              | 208              | 354              | 253              | 38      | 5       | 12      | 17      | 24      |

### Міжнародні виступи
| Рік                | Команда            | Турнір             | Місце              | І  | Г | П | О | ШХ |
| ------------------ | ------------------ | ------------------ | ------------------ | -- | - | - | - | -- |
| 2013               | США                | МЧС                | 1                  | 7  | 2 | 6 | 8 | 4  |
| 2013               | США                | ЧС                 | 3                  | 4  | 2 | 0 | 2 | 0  |
| 2022               | США                | ЧС                 | 4                  | 10 | 1 | 4 | 5 | 6  |
| Молодіжна збірна   | Молодіжна збірна   | Молодіжна збірна   | Молодіжна збірна   | 7  | 2 | 6 | 8 | 4  |
| Національна збірна | Національна збірна | Національна збірна | Національна збірна | 14 | 3 | 4 | 7 | 6  |

## Нагороди
- Нагорода Джека Фергюсона (вручається хокеїсту, обраному під першим номером на драфті ОХЛ)